# Heinrich Gottfried Ollendorff
Heinrich Gottfried Ollendorff, auch Henri Ollendorff (* 1803 in Rawicz bei Posen; † 3. April 1865 in Paris), war ein deutscher Grammatikschreiber und Sprachpädagoge. Sein als Ollendorff-Methode bekanntgewordenes Verfahren zur lebendigen Erlernung von Fremdsprachen für Erwachsene, ausgearbeitet insbesondere am Französischen, basiert auf der Methode des französischen Sprachpädagogen Jean Manesca.

## Leben
Als junger Mann emigrierte Ollendorff nach London, wo er eine eigene, von der traditionellen Lehrweise abweichende Methode zum Erlernen des Deutschen anwendete, die er im Laufe der Jahre zur Ollendorff-Methode verfeinerte.
Im Jahre 1830 zog er nach Paris, wo er als Verleger verschiedene Lehrwerke für Fremdsprachen herausgab. Dort adaptierte er seine Lehrmethoden für das Deutsche und Französische auch für das Italienische, Spanische, Neugriechische und andere Sprachen.
Sein Werk Méthode de l'Allemand à l'Usage des Français, 1833 wurde vom französischen Bildungsminister Narcisse-Achille de Salvandy zum öffentlichen Unterricht an französischen Schulen zugelassen, was unter den Intellektuellen Frankreichs zu heftiger Polemik führte.
Durch die Erwähnung in einem Werk Basil Halls (Schloss Hainfeld, oder: Ein Winter in Steiermark, engl. A Winter in Lower Styria, 1836) fand seine Methode bald große Popularität.
Schon bald werden seine Werke in Frankfurt am Main wegen des dort nicht geltenden französischen Urheberrechts vom Verlagshaus Carl Jügel als Raubdruck weiterverbreitet.
Auf den Rat von Salomon Munk sendete er seine Arbeiten an die Universität Jena, die ihm dafür einen Doktortitel verlieh.
Seine Methode wurde zu seiner Lebenszeit ein internationaler Erfolg und fand auch nach seinem Tod mehrfach Einzug in die Weltliteratur.
So wird auf Ollendorffs Lehrmethode beispielsweise von August Strindberg in dessen Skandalnovelle Lohn der Tugend (1884) verwiesen. Hier wird die progressive Methode Ollendorffs an einer Mädchenschule angewendet, wobei die Schülerinnen nach zwei Jahren bereits Französisch sprechen, während die männlichen Gymnasiasten nach sechs Jahren noch immer kein Wort hervorbringen. Diese rechtfertigen ihre Unfähigkeit mit einem Zitat von Talleyrand: „La parole a été donnée à l´homme pour déguiser sa pensée“ (Übersetzung: Die Sprache ist dem Menschen gegeben, um seine Gedanken zu verbergen).
Welche Verachtung für alles, was nützlich war! Die Schwestern, die Ollendorfs französische Grammatik benutzten, konnten nach Ablauf von zwei Jahren Französisch sprechen; die Gymnasiasten waren nach sechs Jahren noch nicht imstande, ein Wort zu sagen. Und mit welch mitleidiger Überheblichkeit sie den Namen „Ollendorf“ aussprachen – gleichsam als Inbegriff alles Dummen, das seit Erschaffung der Welt verbrochen worden war! Wenn aber die Schwestern eine Erklärung verlangten und fragten, ob die Sprache nicht gemacht sei, um die Gedanken des Menschen auszudrücken, dann antwortete der junge Sophist mit einer vom Lehrer ausgeborgten Phrase, die dieser seinerseits irgendwo als Zitat Talleyrands gelesen hatte: „Nein, die Sprache ist dazu da, die Gedanken des Menschen zu verhüllen!“ Das vermochte ein junges Mädchen natürlich nicht zu fassen; denn ihre Infamien verstehen die Männer zu verbergen. Die Schwester glaubte daher, der Bruder sei furchtbar gelehrt und brach den Disput ab.
Auch H. G. Wells prägt in seinem Roman Die Insel des Dr. Moreau (1896) den Ausdruck Ollendorffisch in Anspielung an dessen Lernmethode.
Yesterday he bled and wept," said the Satyr. "You never bleed nor weep. The Master does not bleed or weep." "Ollendorffian beggar!" said Montgomery, "you'll bleed and weep if you don't look out!"
Einer seiner Söhne ist der Pariser Buchhändler und Verleger Paul Ollendorff, der auch durch seine Zusammenarbeit mit dem Verlag Karl Baedeker bei der Edition vor allem der französischsprachigen Reiseführer-Ausgaben vor dem Ersten Weltkrieg bekannt ist.

## Werke
- Petit Traité sur la Déclinaison Allemande
- Méthode Appliquée à l'Allemand (auch übersetzt ins Englische und ins Gujarati)
- Méthode de l'Allemand à l'Usage des Français, 1833
- H. G. Ollendorff's neue Methode in sechs Monaten eine Sprache lesen, schreiben und sprechen zu lernen – nach dessen Grammatik für Engländer bearbeitet und zur Erlernung der französischen Spreche für den Schul- und Privatunterricht, 13. Auflage, Frankfurt, Carl Jügel's Verlag, 1864. 613 Seiten
- Neue Methode eine Sprache in sechs Monaten lesen, schreiben und sprechen zu lernen. Für das Französische zum Gebrauche der Deutschen bearbeitet von Dr. H. G. Ollendorff, Elfte, sorgfältig verbesserte Original-Ausgabe, Altenburg, Verlagshandlung H.A. Pierer, 1882